# Hári János
Hári János (Budapest, 1992. május 3. –) magyar válogatott jégkorongozó.

## Utánpótlás évek
Hatéves korában kezdett el jégkorongozni a Palotai Testvériség TE színeiben, majd az UTE-ban és a Budapest Starsban folytatta. Egy svédországi tornán figyeltek fel rá a külföldi szakemberek is. Többször is meghívták svédországi edzőtáborokba. 2004-ben leigazolta a Hammarby IF. Itt nem csak a serdülők, hanem az ifik között is a legeredményesebbek közé tartozott. 2007-ben a korosztályos svéd szövetségi kapitány kérte, hogy Hári vegye fel a svéd állampolgárságot, hogy a svéd válogatottban szerepelhessen.
2008 februárjában  átigazolt a Färjestad BK-ba, amely U16-ban az országos döntőn harmadik helyen végzett. Hári a rájátszásban a teljes mezőny legeredményesebb játékosa lett. 2008 augusztusában részt vett a magyar junior válogatott edzőtáborában, majd a franciák elleni felkészülési mérkőzéseken. Az év végén  tagja volt a junior vb divizó I. csoportjában szereplő magyar csapatnak. A 2009-es divízió I-es ifi vb-n a csapat harmadik lett, Hárit pedig a torna legjobb csatárának választották. Klubcsapatával az U18-as korosztályban az elődöntőig jutott a svéd bajnokságban. Májusban felkerült a KHL csapatai által draftolható játékosok listájára, de egyik csapat sem foglalta le a játékjogát.
A 2009-10-es szezon elején a játékosügynök-szervezetek korosztálya legjobbjai közé jelölték és esélyesnek tartották, hogy kiválasztják a 2010-es NHL drafton. Ifi csapatában idegenlégiósként helyettes-csapatkapitány lett. A svéd ifi bajnokság alapszakaszában a legeredményesebb játékos lett. 2009 decemberében a felnőttek között is bemutatkozhatott. A svéd harmadosztályban, a Skare BK szineiben. Az ifik között bejutott az országos döntőbe, ahol negyedik helyen végzett. Hári a bajnokság legeredményesebb játékosa lett 122 ponttal. Az ifi válogatottal második helyen végzett a divízió I-ben.
A bajnokság után ajánlatot kapott az észak-amerikai OHL két csapatától. Az NHL az európai fiatalok közül a 44.-nek sorolta, de egyik NHL csapat sem választotta ki. A CHL draftján a Montreal Juniors elsőkörben lefoglalta játékjogát. A bajnokság előtt vírusos betegség, majd bokasérülés miatt heteket kellett kihagynia, így kevés lehetőséghez jutott a Montrealban. Ezért 2011 januárjában a Rouyn-Noranda Huskies csapatához igazolt.

## Felnőtt pályafutás
Modo Hockey (2011–2013)
2011 áprilisában a svéd elsőosztályú Modo Hockeyhoz szerződött. 2011. október 15-én mutatkozhatott be csapatában Elitserien mérkőzésen, a következő fordulóban pedig megszerezte első gólját is. 2011 novemberében meghívót kapott a felnőtt magyar válogatottba, a miskolci tornára. 2012 februárjában meghosszabbította a szerződését a Modóval 2014 nyaráig. Októberben kölcsönadták az Asplövennek, ahol az első mérkőzésén három gólpasszt ért el, így rögtön visszakerült a Modóba. Decemberben ismét kölcsönadták, ezúttal a Djurgardennek. 2013 februárjában újra visszakerült a Modóhoz. Áprilisban tagja volt a budapesti divízió I-es világbajnokságon szereplő magyar válogatottnak. Májusban közös megegyezéssel szerződést bontott a klubjával, és a finn HIFK-ba igazolt.
HIFK
Új csapatában decemberig 24 mérkőzésen szerepelt és 7 pontot szerzett. Ezt követően egy sérülés miatt több mérkőzést kihagyott és a farmcsapatban jutott játéklehetőséghez. A HIFK-ban januártól szerepelhetett újra. Csapatával nem jutott be a rájátszásba. Az egész szezonját végigkísérő szeméremcsont-gyulladása miatt bizonytalanná vált a világbajnoki szereplése. Az orvosok pihenést javasoltak a játékosnak, aki ennek ellenére vállalta a játékot a válogatottban. A világbajnokságot öt gólpasszal zárta.
Modo Hockey (2014–2015)
2014 júliusában ismét a Modóhoz igazolt. A bajnokság elején Hári második és harmadik soros centerként jó teljesítményt nyújtott, de később a csapattal együtt ő is visszaesett. Januárban edzőt váltott a Modo. Az új tréner a játékosnak a negyedik sorban szélsőként adott helyet. A Modo a bajnokság alapszakaszában az utolsó lett. Hári ekkor a negyedik legeredményesebb játékos volt a csapatában. A Modo az osztályozón bennmaradt az elsőosztályban. A 2015-ös IIHF divízió I-es jégkorong-világbajnokságon két góllal és két gólpasszal járult hozzá a válogatott második helyéhez, amely feljutást ért.
Leksands IF (2015–2017)
2015 áprilisában kétéves szerződést kötött a svéd másodosztályban szereplő Leksands IF csapatával. Hári jól kezdte a szezont. Az első tizenhat mérkőzésén 17 pontot ért el. Október végén egy ütközés után a palánkra esett és vállsérülést szenvedett. Műtétre nem volt szükség, de négy hetes kihagyásra kényszerült. A február végén zárult másodosztályú alapszakaszban a Leksand 4. helyen végzett. Hári 44 mérkőzésen 10 gólt és 33 gólpasszt ért el. Ezzel a liga gólpassz listáján harmadik, kanadai táblázatán hatodik lett. A Leksands a középszakaszban kiharcolta, hogy Hári korábbi csapatával, a Modóval játszhattak az elsőosztályba (SHL) jutásért. A párharcot a Leksands nyerte és egy osztállyal feljebb lépett.
A bajnokság befejezése után a világbajnokságon induló válogatottban tréningezett. Az első, Ausztria elleni felkészülési mérkőzésen egy ütközés után megsérült. A vizsgálatok szerint sajkacsonttörést szenvedett, amely több hónapos kihagyást jelentett, így elesett a világbajnoki szereplés lehetőségétől.
A következő szezonban csapatával utolsó lett a svéd első osztály alapszakaszában. Az osztályozón kiestek. Tagja volt a divizó I-es vb-n ötödik helyezést szerző válogatott csapatnak.
Düsseldorfer EG (2017)
A bajnokság után a német DEL-ben szereplő Düsseldorfhoz igazolt, ahonnan szeptember elején távozott.
Fehérvár AV 19 (2017–2019)
A szerződés bontás után néhány héttel a Fehérvár AV19-hez igazolt. 2018 januárjában a szerződését meghosszabbította a következő szezonra. A 2017-2018-as EBEL szezonban a klubja legeredményesebb játékosa volt. A következő szezonban az EBEL alapszakasz kanadai táblázatán a harmadik, a gólpasszok tekintetében a második volt. A Székesfehérvárral a bajnokság negyeddöntőjében esett ki. Áprilisban bejelentette, hogy távozik Fehérvárról.
Pelicans Lahti/Red Bull Salzburg (2019–2020)
Április közepén az új csapata, a finn Pelicans Lahti nyilvánosságra hozta Hári kétéves szerződtetését. Hári jól kezdte a szezont, de október közepétől eredményessége jelentősen visszaesett, ezért decemberben a szezon végéig a Salzburg csapatához került kölcsönbe. Február utolsó hetében agyrázkódást szenvedett, emiatt a szezon további részében már nem szerepelt mérkőzésen. Az EBEL-ben tizennyolc mérkőzésen tizenhat pontot ért el. A válogatott nottinghami olimpiai selejtezőin négy gólt és három gólpasszt szerzett.  Májusban, a koronavírus-járvány miatt félbeszakadt bajnoki év után a Lahti közös megegyezéssel felbontotta a szerződését. A szezon végén az MJSZ a legtechnikásabb magyar játékosnak járó Miklós kupával díjazta.
Fehérvár AV 19 (2020–)
2020 nyarán öt évre a Fehérvár AV 19-hez szerződött.

## Díjai, elismerései
- Az év magyar jégkorongozója (2022,[66] 2024[67])

## Külső hivatkozások
- Adatlapja az eurohockey.net-en. (Hozzáférés: 2015. április 22.)
- Adatlapja az eliteprospects.com-on. (Hozzáférés: 2015. április 22.)